# إياد حمود
اياد عمر حمود (ولد 24 يوليو 2001) هو لاعب كرة قدم لبناني، يلعب في مركز المهاجم لصالح منتخب بلغاريا لكرة القدم تحت سن 18،  ولد حمود في لبنان لأب لبناني وانتقل إلى بلغاريا في سن مبكرة وحصل على الجنسية البلغارية من والدته، منذ عام 2016 مثل بلغاريا على مستوى الشباب.

## مهنة

### لوكوموتيف بلوفديف
شارك حمود في أول مباراة له مع نادي لوكوموتيف بلوفديف في 20 نوفمبر 2016 في دربي المحلي ضد نادي بوتيف بلوفديف.
في سن 15 سنة و3 أشهر و 26 يومًا أصبح ثاني أصغر لاعب يُشارك في الدوري البلغاري الممتاز،  فاز لوكوموتيف في المباراة بنتيجة 2-0 وقدم حمود المساعدة للهدف الأول.

### شيفيلد وينزداي
في بداية عام 2017 قضى حمود التجارب في شيفيلد وينزداي وعاد إلى لوكوموتيف مع إمكانية التوقيع مع الفريق في الصيف،  في 27 يونيو 2017 وقع عقدًا لمدة عامين مع النادي، وانضم إلى فريق «تحت سن 18» إلى أن يحصل على تصريح عمل،  قضى حمود تجربة في بريستون نورث إيند في أبريل 2019 وفي 8 مايو تخلى عنه النادي بشكل غير متوقع، وعاد إلى شيفيلد.

## الحياة الشخصية
ولد حمود في لبنان. والده عمر حمود لبناني وأمه ماريا من أصل بلغاري من بورغاس. انتقل مع عائلته إلى بلوفديف، بلغاريا في عام 2009 عن عمر يناهز الثامنة. يحمل الجنسية المزدوجة والبلغارية واللبنانية.

## المسيرة الدولية

### الشباب
في 23 مايو 2017 لعب حمود مع «بلغاريا تحت 16 عام» وتعادل أمام قبرص تحت 16 عام بنتيجة 1-1.

## إحصائيات

### النادي
- اعتبارًا من 3 ديسمبر 2016:

| الأندية           | الأندية      | الأندية  | الدوري | الدوري  | كأس         | كأس         | قاري   | قاري    | أخرى   | أخرى    | مجموع  | مجموع   | مجموع |
| النادي            | الدوري       | الموسم   | الظهور | الأهداف | الظهور      | الأهداف     | الظهور | الأهداف | الظهور | الأهداف | الظهور | الأهداف |       |
| بلغاريا           | بلغاريا      | بلغاريا  | الدوري | الدوري  | كأس بلغاريا | كأس بلغاريا | أوروبا | أوروبا  | أخرى   | أخرى    | مجموع  | مجموع   |       |
| ----------------- | ------------ | -------- | ------ | ------- | ----------- | ----------- | ------ | ------- | ------ | ------- | ------ | ------- | ----- |
| لوكوموتيف بلوفديف | الدوري الاول | 2016-17  | 3      | 0       | 0           | 0           | -      | -       | -      | -       | 3      | 0       |       |
| لوكوموتيف بلوفديف | مجموع        | مجموع    | 3      | 0       | 0           | 0           | 0      | 0       | 0      | 0       | 3      | 0       |       |
| إحصائيات          | إحصائيات     | إحصائيات | 3      | 0       | 0           | 0           | 0      | 0       | 0      | 0       | 3      | 0       |       |

## جوائز

### الأندية
شيفيلد وينزداي
- الدوري الإنجليزي الممتاز 2 تحت 18 عامًا شمالًا: 2018-19 [14]
- الدوري الإنجليزي الممتاز 2 تحت 18 عامًا: 2018-19 [14]

### فردي
- لأول مرة في الدوري البلغاري الأول لعام 2016: [ا] [15]
- أبرز 60 لاعب كرة قدم من مواليد 2001 (صحيفة غارديان).[16]

## روابط خارجية
- إياد حمود على موقع قاعدة بيانات كرة القدم.إي يو (الإنجليزية)
- إياد حمود على موقع Soccerway.com (الإنجليزية)
- إياد حمود على موقع عالم كرة القدم.نت (الإنجليزية)
- إياد حمود على موقع كووورة
- إياد حمود  على سكروي
- اللاعب إياد حمود على موقع كووورة.